# Dieter Nordholz
Dieter Nordholz (* 17. September 1926 in Stolzenau; † 8. Januar 2023 ebenda) war ein deutscher Zahnmediziner und Sanitätsoffizier in der Bundeswehr.
Nordholz wurde 1944 zur Luftwaffe in Landau an der Isar einberufen, jedoch nicht wie gewünscht bei der fliegenden Truppe. Es folgte unter anderem eine Verwundung bei einem Artillerieangriff und ein Einsatz in den Niederlanden, bis er in britische Kriegsgefangenschaft geriet. Nach seiner Freilassung schloss er zunächst sein Abitur ab und studierte anschließend bis 1954 Zahnmedizin an der Albert-Ludwigs-Universität Freiburg. Dort promovierte Nordholz 1956 zum Dr. med. dent. Nach Tätigkeiten als Zahnarzt trat er im Januar 1962 als Stabsarzt in die Bundeswehr ein. Ab 1963 leitete er die zahnärztliche Station und die Krankenpflegeschule des Bundeswehrkrankenhaus Bad Zwischenahn. In dieser Verwendung wurde er 1965 zum Oberstabsarzt und 1971 zum Oberfeldarzt befördert. Im Jahr 1981 wechselte Nordholz von der Luftwaffe zur Marine. 1982 wurde er, unter zeitgleicher Beförderung zum Flottenarzt, Beratender Zahnarzt im Marineabschnittskommando Nordsee. Vom 1. April 1984 bis zu seiner Pensionierung am 30. September 1986 war Nordholz im Rang eines Admiralarztes der Inspizient Zahnmedizin der Bundeswehr.
Ab 1987 bis zu seinem Tod gehörte er dem Kuratorium der Stiftung Hilfswerk Deutscher Zahnärzte an. Außerdem war Nordholz für Ärzte für die Dritte Welt in Cali (Kolumbien) tätig und leistete Entwicklungshilfe in Weißrussland.
Sein Hobby war das Segelfliegen. Erste Erfahrungen damit machte er bereits 1941 mit einem Schulgleiter SG 38 und tat dies zwischen 1969 und 1998 auch professionell (Leistungssegelflug). Insgesamt brachte es Nordholz auf über 1500 Starts. Nordholz wurde mit dem Leistungsabzeichen in Gold-C mit drei Diamanten sowie der goldenen Ehrennadel des Deutschen Aero Clubs ausgezeichnet.